# Basin de Thuringe
Pour les articles homonymes, voir Basin.
L'histoire a retenu l'existence de deux Basin, rois de Thuringe. 

## Basin de Thuringe auVesiècle
Le premier (lat. Basinus), également appelé Bisin (lat. Bisinus) est cité par Grégoire de Tours :
« Childéric, roi des Francs, s’abandonna à une honteuse luxure, déshonorant les femmes de ses sujets. Ceux-ci, s’indignant de cet outrage, le détrônèrent (457). Ayant découvert qu’on en voulait même à sa vie, il se réfugia dans la Thuringe, laissant dans son pays un homme qui lui était attaché pour qu’il apaisât, par de douces paroles, les esprits furieux. Il lui donna aussi un signe pour qu’il lui fît connaître quand il serait temps de retourner dans sa patrie, c’est-à-dire qu’ils divisèrent en deux une pièce d’or, que Childéric en emporta une moitié, et que son ami garda l’autre, disant : Quand je vous enverrai cette moitié, et que les deux parties réunies formeront la pièce entière, vous pourrez revenir en toute sûreté dans votre patrie. Étant donc passé dans la Thuringe, Childéric se réfugia chez le roi Bisin et sa femme Basine. Les Francs, après l’avoir détrôné, élurent pour roi, d’une voix unanime, Ægidius qui, ainsi que nous l’avons dit plus haut, avait été envoyé par la république romaine comme maître de la milice. Celui-ci était déjà dans la huitième année de son règne lorsque le fidèle ami de Childéric, ayant secrètement apaisé les Francs, envoya à son prince des messagers pour lui remettre la moitié de la pièce qu’il avait gardée. Celui-ci, voyant par cet indice certain que les Francs désiraient son retour, et qu’ils le priaient eux-mêmes de revenir, quitta la Thuringe, et fut rétabli sur son trône. Tandis qu’il régnait, Basine, dont nous avons parlé plus haut, abandonna son mari pour venir auprès de Childéric. Comme il lui demandait avec empressement par quel motif elle venait d’un pays si éloigné, on dit qu’elle répondit : J’ai reconnu ton mérite et ton grand courage ; je suis venue pour rester avec toi : sache que si j’avais connu, dans des régions au-delà des mers, un homme plus méritant que toi, j’aurais désiré d’habiter avec lui. Celui-ci, enchanté, l’épousa. Il en eut un fils qu’on appela du nom de Clovis. Ce fut un grand prince et un redoutable guerrier  ».
De ce chapitre, Godefroid Kurth estime que tout ce que l'on peut en retenir est que Childéric a épousé une Thuringienne du nom de Basine, et que tout le reste relève du récit populaire. Il est difficile de savoir si Basine était mariée à Basin avant d'épouser Childéric ou si elle en était une parente proche. La découverte à Weimar d'une cuillère en argent portant les lettres BASN semble confirmer l'existence de ce premier Basin.

## Basin de Thuringe auVIesiècle
Le second Basin de Thuringe, également nommé Bessin (lat. Bessinus), Pisen, Fisud et peut-être Pissa, est connu comme le père des trois derniers rois de Thuringe,. La chronologie rend improbable le fait que les deux Basin soient une seule et même personne. Christian Settipani déduit des récits de Grégoire de Tours et de l'Anonyme de Ravenne, qu'il a été un roi important et le fondateur de la Grande Thuringe, qui malheureusement ne lui survécut que peu de temps. Sa puissance lui a permis de contracter des alliances avec les Lombards et les Ostrogoths. Il semble être mort vers 511.
Le nom de son épouse n'est pas connu avec certitude. L'Origo gentis Langobardorum mentionne que la mère d'Audouin, roi des Lombards fut l’épouse d'un roi nommé Pissae. Certains auteurs identifient ce roi Pissa à Basin,, mais l'hypothèse ne fait pas l'unanimité. Certains pensent même que Pissae n'est pas un nom de personne, mais de peuple, et qu'il ne faut pas traduire Pissae regis par « roi Pissa », mais par « roi des Pissas ». 
De cette épouse au nom incertain sont nés,,, :
- Hermanfred († 531), roi de Thuringe, marié à Amalberge, nièce de Théodoric le Grand, roi des Ostrogoths ;
- Badéric († 529), co-roi de Thuringe ;
- Berthaire, co-roi de Thuringe ;
- Ranigonde[source 3] ou Raingonde[source 4], mariée à Waccho, roi des Lombards.

Après sa mort, ses trois fils se partagent le royaume, mais finissent par se combattre, de sorte que le royaume de Thuringe est conquis en 531 par les Francs.

### Sources primaires
1. ↑  Grégoire de Tours, Histoires, livre II.
2. 1 2 3  Venance Fortunat, Vita S. Radegundis, vie siècle (MGH, Scriptores, Scriptores rerum Merovingicarum, 2: Fredegarii et aliorum Chronica. Vitae sanctorum), page 365, lignes 4 et 5 : 
« Radegundis natione barbare de regione Thoringa, avo rege Bessino, patruo Hermenfredo, patre rege Bertechario (Radegonde d'une nation barbare de la région thuringe, son grand-père Bassin, son oncle Hermanfried et son père le roi Berthaire) ».
3. 1 2  Historia Langobardorum Codicis Gothani (MGH, Scriptores, Scriptores rerum Langobardicarum et Italicarum, Historia Langobardorum codicis Gothani), page 9, lignes 6 à 10 : 
« Wacho habuit uxores tres : Ranigunda filia Pisen regi Turingorum ; et post ipsam accepit uxorem nomine Austrecusa, filia Gibedorum (...) tertiam uxorem filiam regi Herulorum nomine Salingam (Wacho eut trois épouses : Ranigonde, fille de Pisen, roi des Thuringes ; et après celle-ci prit une épouse du nom d'Ostrogotha, fille du roi des Gépides (...) troisième épouse une fille du roi des Hérules nommée Salingam) ».
4. 1 2  Origo gentis Langobardorum (MGH SS rer Lang, Origo gentis Langobardorum), page 4, lignes 1 à 6 : 
« Wacho habuit uxores tres : Raicundam filia Fisud regis Turingorum ; et postea accepit uxorem Austrigusa, filiam Gippidorum (...). Filia regis Herulorum tertiam uxorem habuit nomen Silinga (Wacho eut trois épouses : Raingonde, fille de Fisud, roi des Thuringes ; et après prit pour épouse Ostrogotha, fille du roi des Gépides (...). La troisième épouse fille du roi des Hérules avait pour nom Silinga) ».
5. 1 2  Origo gentis Langobardorum (MGH SS rer Lang), page 5, ligne 13 : 
« Mater autem Audoin nomine Menia uxor fuit Pissae regis (La mère de cet Audoin se nommait Menia, qui était la femme du roi Pissa) ».
6. 1 2  Grégoire de Tours, Histoires, livre III : « Cependant trois frères, Baderic, Hermanfried et Berthaire, tenaient le royaume des Thuringiens ».

### Sources secondaires
1. ↑  Godefroid Kurth, Clovis, Tours, Alfred Mame et fils, 1896, XXIV-630 p. (présentation en ligne, lire en ligne)Réédition : Godefroid Kurth, Clovis, le fondateur, Paris, Tallandier, coll. « Biographie », 2005, préface puis 625 p. (ISBN 2-84734-215-X).
2. ↑  Émilienne Demougeot, La formation de l'Europe et les invasions barbares, vol. 2 (De l'avènement de Docliétien à l'occupation germanique de l'Empire romain au début du VIe siècle), Paris, 1979, p. 747-8.
3. ↑  Christian Settipani, La Préhistoire des Capétiens (Nouvelle Histoire généalogique de l'auguste maison de France, vol. 1), Villeneuve-d'Ascq, éd. Patrick van Kerrebrouck, 1993, 545 p. (ISBN 978-2-95015-093-6), p. 52, n. 36.
4. 1 2 3 4  Christian Settipani, Les Ancêtres de Charlemagne, Oxford, P & G, Prosopographia et Genealogica, coll. « Occasional Publications / 16 », 2014, 2e éd. (1re éd. 1989), 347 p. (ISBN 978-1-900934-15-2), p. 234.
5. ↑  Sylvie Joye, « Basine, Radegonde et la Thuringe chez Grégoire de Tours », Francia, vol. 32, no 1,‎ 2005 (lire en ligne).
6. 1 2  Charles Cawley, Medieval Lands, 2006-2010 (lire en ligne).